# Utada/Utada Hikaru: In The Flesh 2010
『Utada/Utada Hikaru: In The Flesh 2010』(うただ/うただひかる: イン・ザ・フレッシュ 2010)は、宇多田ヒカルの行ったライブツアーおよび、ライブ映像を収録したライブ・ビデオ。

## 解説
2010年1月15日にハワイのホノルルでのライブを皮切りにアメリカ8都市に加え、イギリスロンドンでも開催され、全10公演行われたライブ・ツアーの内、アメリカのニューヨークでの公演と、イギリスのロンドンでの公演の様子が収められている。また、Utadaとしては初となる全米ライブ・ツアーとなった。
本ライブではUtada名義の楽曲だけでなく、宇多田ヒカル名義の楽曲も織り混ぜてのセットリストが組まれている。また、本作はパッケージソフトとしてのリリースではなく、iTunesなどで配信限定の形での発売となる。また、ライブハウスでのパフォーマンス映像としては2000年「For You」のプロモーションビデオ以来であり、オーディエンスとの距離が近いライブとしては『Utada Hikaru Unplugged』が存在しているが、ライブハウス規模での公式ライブ映像としては、宇多田ヒカル、Utadaを通して自身初となる。
本ライブ・ビデオの配信を記念して過去のライブ・ビデオもiTunesにて全て配信がなされた。

## 収録曲
1. Opening
2. On and On
3. Merry Christmas Mr. Lawrence – FYI
4. Poppin’
5. This One (Crying Like a Child)
6. Passion/Sanctuary
7. SAKURAドロップス
8. Stay Gold
9. Devil Inside
10. Kremlin Dusk
11. You Make Me Want to Be a Man
12. The Bitter End
イギリスのバンド"Placebo”のカバー曲
13. Apple and Cinnamon
14. Come Back to Me
15. First Love
16. Can You Keep A Secret?
17. Automatic
18. Dirty Desire
19. Simple And Clean
20. Me Muero